# Левченко Олена Петрівна
Олена Петрівна Левченко (*21 січня 1968, Львів) — доктор філологічних наук, професорка. З 2011 року завідувачка кафедри прикладної лінгвістики Національного університету «Львівська політехніка».

## Біографічні відомості
Олена Петрівна Левченко, народилася у Львові, закінчила Львівський університет ім. І. Франка у 1990 р. доктор філол. наук (2007), доцент, 2008—2010 рр. — професор та завідувач кафедри української та іноземних мов Львівського регіонального інституту державного управління Національної академії державного управління при Президентові України, з 2010 р. в.о. завідувача кафедри прикладної лінгвістики Національного університету «Львівська політехніка».

## Наукова діяльність
Олена Петрівна Левченко кандидатську дисертацію «Безеквівалентна російська і українська фразеологія» захистила у 1995 р. в Інституті мовознавства ім. О. О. Потебні АН України, докторську «Символи у фразеологічних системах української та російської мов: лінгвокультурологічний аспект» — у 2007 р.  Член редколегії Вісника Національного університету «Львівська політехніка» «Проблеми української термінології».

## Праці
1. Семантика безэквивалентных фразеологических единиц // Проблеми зіставної семантики: Матеріали республіканської наукової конференції. — Київ-Черкаси, 1992. — С. 104, 105.
2. Етноунікальний компонент у семантичній структурі безеквівалентних фразеологічних одиниць: Матеріали Міжнародної наукової конференції. Семантика мови і тексту. — Івано-Франківськ, 1993. — Ч. III. — С. 70, 71.
3. Компоненты фразеологических единиц как средство выражения этноуникальной информации // Мова та її функціонування. Серія філологічна. Вип. 24. — Львів: Світ, 1993. — С. 87-92.
4. Этноуникальные фразеологические единицы в близкородственных языках // Национально-культурный компонент в тексте и в языке / Тезисы докладов Международной научной конференции. — Минск, 1994. — С. 201—203.
5. Міжмовна асиметрія символів фразеологічних систем (на матеріалі російської та української мов) // Научные чтения, посвященные 50-летию образования кафедры русского языка филологического факультета: Материалы: доклады, сообщения, тезисы. — Львов, 1995. — С. 170—174.
6. Когнітивні аспекти досліджень специфіки фразеологічних одиниць близькоспоріднених мов // Провідні лінгвістичні концепції кінця XX століття: Тези Всеукраїнської наукової конференції. — Львів, 1996. — C. 152‑153.
7. Національно-маркована лексика як компонент фразеологічних одиниць // Słowo. Tekst. Czas. Materialy Konferencji Naukowej. — Szczecin, 1996. — С. 208—212.
8. Когнитивный аспект анализа асимметрии фразеологических систем // Когнитивная лингвистика конца ХХ века: Материалы международной научной конференции. — Минск, 1997. — С. 95‑97.
9. Когнитивный подход к анализу ассоциативного эксперимента // Принципы и методы функционально-семантического описания языка: итоги, направления, перспективы. Материалы конференции. — Москва-Симферополь, 1997, с.158-160. (У співавторстві з С. В. Мартінек).
10. Когнітивний аспект аналізу фразеологічної символіки // Słowo. Tekst. Czas: Materialy Konferencji Naukowej. — Szczecin, 1997. — С. 241—245.
11. Национальная психология и ее отражение во фразеологических системах близкородственных языков // Язык, слово, действительность. Тезисы докладов международной научной конференции. — Минск, 1997. — С. 179—182. (У співавторстві з С. В. Мартінек).
12. Концептуальний аналіз фразеологічної символіки // Матеріали міжнародної славістичної конференції пам'яті професора Костянтина Трофимовича. — Львів: Літопис, 1998. — Т. І. — С. 373—377.
13. Концептосфера цвета во фразеологических системах близкородственных языков // Национально-культурный компонент в тексте и в языке. Материалы ІІ Международной научной конференции. — Ч. 2. — Минск, 1999. — С. 12-15.
14. Особливості відтворення фразеологізмів у перекладі «Пана Тадеуша» Адама Міцкевича Максимом Рильським. // Słowo. Tekst. Czas: Materialy Konferencji Naukowej. — Szczecin, 1999. — С. 208—212.
15. Прототипический аспект фразеологической символики // Русская филология. Украинский вестник. — Харків, 1999. — №.3-4. — С. 27-32.
16. Фрейми і мотиваційна основа фразеологічних одиниць / Семантика, синтактика, прагматика мовленнєвої діяльності: Матеріали Всеукраїнської наукової конференції. — Львів: Літопис, 1999. — С. 63-66.
17. Контрастивний аналіз фразеологічних символів (концепт 'взуття') // Семантика мови і тексту: Збірник статей IV Міжнародної наукової конференції. — Івано-Франківськ: Плай, 2000. — С. 318—321.
18. Контрастивный анализ фразеологических концептов // Русская филология. Украинский вестник. — Харків, 2000. — С. 56-57.
19. Етнічні стереотипи у публіцистичному тексті // Słowo. Tekst. Czas: Materialy Konferencji Naukowej. — Szczecin, 2001. — С. 41-43.
20. Контрастивний аналіз фразеологічних символів (концепт 'риба'). — Лінгвістичні дослідження: Зб. наук. праць. — Вип. 6. — Харків, 2001. — С. 84-87.
21. Концептуалізація і символіка у фразеології // Slowo. Tekst. Czas. Materialy Konferencji Naukowej. — Szczecin, 2001. — С. 216—219.
22. Принцип зооцентризму у фразеотворенні // Проблеми зіставної семантики: Зб. наук. статей. — Вип. 5. — К., 2001. — С. 206—209.
23. Концепты и символы в лингвокультурологическом аспекте // Международная научно-методическая конференция из цикла: «Новое в теории и практике описания и преподавания русского языка». — Варшава, 2002. — С. 217—222.
24. Лінгвокультурологічний аналіз фразеологічної вербалізації концептів психічних станів // Мова і культура: Науковий щорічний журнал. — Київ, 2002. — Вип. 5. — Т. 5. — Част. 2. — С. 28-35.
25. Метафорические принципы во фразеологии // Слово. Фраза. Текст: Сб. науч. статей к 60-летию проф. М. А. Алексеенко. — М.: «Азбуковник», 2002. — С. 242—249.
26. Фразеологічна репрезентація світу // Мовні і концептуальні картини світу: Зб. наук. праць. — № 7. — К.: КНУ, 2002. — С. 307—315.
27. Вербализация фразеологических значений в терминах концепта Насекомое // Наукові записки Вінницького державного педагогічного університету ім. М. Коцюбинського: Зб. наук. праць. — Вип. 6. — Вінниця: Вид-во Вінницького держ. пед. ун-ту, 2003. — С. 68‑72.
28. Лінгвокультурологія та її термінна система // Проблеми української термінології. — № 490. — Львів, 2003. — С. 105—113.
29. Метафоричні принципи та інтерлінгвальне й специфічне у мовних картинах світу // Мова і культура: Науковий щорічний журнал. — Київ, 2003. — Вип. 6.- Т. ІІІ/1. — С.190-198.
30. Метафоричні принципи у фразеології (Смак — концепт і метафоричний принцип) // Система і структура східнослов'янських мов. — К., 2003. — С. 212—220.
31. Національно-культурна специфіка фразеологічних символів (на матеріалі творів Г. Квітки-Основ'яненка) // Лінгвістичні дослідження: Зб. наук. праць. — Вип. 11. — Ч. 1. — Харків, ХНПУ, 2003. — С. 80-87.
32. Атрибут, прототип, стереотип у фразеологічній картині світу // Мовні і концептуальні картини світу: Зб. наук. праць. — № 10. — К.: КНУ, 2004. — С. 338—346.
33. Вербалізація концепту Покарання (лінгвокультурологічний аспект) // Лінгвістика. — Луганськ: Альма-матер, 2004. — № 2 (3). — С. 33-41.
34. Дослідження вербальних символів у лінгвокультурологічному аспекті // Культура народов Причерноморья. — Сімферополь, 2004. ‑ № 49. — Т. 1. — С. 27-29.
35. Інтерлінгвальне та національне у фразеологічних прототипах Глупоти // Вісник Луганського педагогічного університету ім. Т. Шевченка. — Луганськ: Альма-матер, 2004. — № 5 (73). — С. 169‑174.
36. Ключові слова російської і української мовних картин світу: міфологеми та реальність // Мова: Науково-теоретичний часопис з мовознавства: Проблеми прикладної лінгвістики. — № 9. ‑ 2004. — С. 115—118.
37. Лінгвокультурологія та її міфологеми // Вісник Харківського національного університету ім. В. Н. Каразіна. — Харків: ХНУ, 2004. — № 631. — Вип. 41. — С. 68‑72.
38. Опозиції світлий — темний, прозорий — непрозорий (прозорий — каламутний) у фразеологічних системах // Мова і культура: Науковий щорічний журнал. — Київ, 2004. — Вип. 7. — Т. 6. — С. 41-48.
39. Симболарій української фразеології // Слов'янський вісник: Зб. наук. праць. — Вип. 5. — Рівне: РІСКСУ, 2004. — С. 140—148.
40. Стійкі атрибутні порівняння з компонентом-зоонімом (на матеріалі української та російської мов) // Вісник Луганського педагогічного університету ім. Т. Шевченка. — Луганськ: Альма-матер, 2004. — № 11 (79). — С. 201‑208.
41. Термін прототип у лінгвокультурології // Вісник: Проблеми української термінології. — Львів: Національний університет «Львівська політехніка», 2004. — № 503. — С.58‑60.
42. Концептосфера Упрямство во фразеологических системах // Słowo. Tekst. Czas VIII. Materialy Konferencji Naukowej. — Szczecin, 2005. — C. 148—154.
43. Культурно значимі концепти та їх символи в сучасній публіцистиці // Русский язык и литература: Проблемы изучения и преподавания в школах и высших учебных заведениях Украины: Сб. науч. тр. — К.: КНУ, 2005. — С. 197—202.
44. Моделі зооморфної метафори у фразеології // Лінгвістичні дослідження: Зб. наук. пр. — Х.: ХНПУ, 2005. — Вип. 16. — С. 139—143.
45. Опозиція легкий — важкий у фразеологічних системах // Ученые записки Таврического национального университета им. В. И. Вернадского. — 2005. — Т. 18 (57). — № 2. — С. 70-74.
46. Опозиція м'який — твердий у фразеологічних системах // Мова і культура: Науковий щорічний журнал. — Київ, 2005. — Вип. 8. — Т. 4. — Ч. 2. — С. 90-96.
47. Фразеологічна вербалізація концептів психічних станів (концептосфера Страх) // Проблеми зіставної семантики. Зб. наук. статей. — Вип. 7. — К., 2005. — С. 273—279.
48. Фразеологічна символіка: лінгвокультурологічний аспект: Монографія. — Львів: ЛРІДУ НАДУ, 2005. — 353 c.
49. Фразеотворення: метафоризація, метонімізація, символізація? // Лінгвістика. — № 2 (5). — Луганськ: ЛНПУ, 2005. — С. 74-82.
50. Специфіка вербалізації і функціонування жестових фразеологізмів // Лінгвістика. — Луганськ: ЛНПУ, 2006. — № 4 (10). — С. 56-64.
51. Стійкі порівняння (збіг та асиметрія прототипів) // Лінгвістичні дослідження: Зб. наук. пр. — Х.: ХНПУ, 2006. — Вип. 20. — С. 12-17.
52. Украинская концептосфера и симболарий (лингвокультурологический аспект) // Славянские языки в свете культуры. Сб. науч. статей. — М.: ООО «А Темп», 2006. — С. 49-66.
53. Зоосемізми в міфології, фразеології, арго та жаргоні // Лінгвістика. — Луганськ: ЛНПУ, 2007. — № 2 (12). — С. 24-32.
54. Особливості мовної підготовки аспірантів // Демократичні стандарти професійного навчання та діяльності публічних службовців: теорія та практика: Матеріали міжнародної науково-практичної конференції (22 березня 2007 р.): у 2 ч. — Львів: ЛРІДУ НАДУ, 2007. — Ч. 2. — С. 261—264.
55. Символіка колірних атрибутів // Język. Człowiek. Dyskurs. — Szczecin, 2007. — S. 92-104.
56. Символи у фразеологічних системах української та російської мов: лінгвокультурологічний аспект. — Рукопис. Дисертація на здобуття наукового ступеня доктора філологічних наук зі спеціальності 10.02.01 — українська мова, 10.02.02 — російська мова. — Інститут мовознавства ім. О. О. Потебні НАН України. — К., 2007.
57. СловоСвіт 2008 // Стандартизація. Сертифікація. Якість. — 2008. — № 6. — С. 26-29 (Б. Рицар)
58. Етнічні стереотипи у публіцистичному тексті // Komparacja systemów i funkcjonowania współczesnych języków słowiańskich: Frazeologia. — Opole: Universität Greifswald, Uniwersytet Opolski, 2008. — С. 314—319.
59. Рослинна символіка у фразеологічних системах (лінгвокультурологічний аспект) // Од слова путь верстаючи й до слова..: Збірник на пошану Роксолани Петрівни Зорівчак, доктора філологічних наук, професора, заслуженого працівника освіти України / Редкол.: О. І. Чередниченко (голова) та ін. — Львів: Видавничий центр ЛНУ імені Івана Франка, 2008. — С. 552—566.
60. Специфіка прототипних уявлень // Ucrainica III. Současná ucrajinistika. Problémy jazyka, literatury a kultury. — Acta universitatis Palackianae Olomucensis facultas philosophica. Philologica 97-2008. — Univerzita Palackégo v Olomouci. — Olomouc, 2008. — 2. část. — С. 705—709.
61. Стереотип чоловіка в жіночих прецедентних текстах та фразеології // Słowo. Tekst. Czas IX. — Szczecin, 2008. — C. 61-68.
62. Методи дослідження порівняльних стратегій // Лінгвістика. — Луганськ: ЛНПУ, 2009. — № 1 (16). — С. 40-49.
63. Украинско-русско-белорусско-болгарско-польский словарь сравнений // «Wort — Text — Zeit» Phraseologische Einheiten in traditionellen und neuen wissenschaftlichen Paradigmen: Materialien der gemeinsamen wissenschaftlichen Konferenz des Instituts für slawische Philologie der Universität Szczecin und des Lehrstuhls für slawische Sprachwissenschaft des Instituts für fremdsprachliche Philologien der Universität Greifswald. 6. bis 10. November 2009 in Szczecin (Polen) und Greifswald (Deutschland) / Redaktion: H. Walter, M. Alekseenko, M. Hordy. — Greifswald, 2009. — C. 55, 56.
64. Динамика компаративных стратегий (на материале русского, белорусского, болгарского, польского и украинского языков) // Rossica Olomoucensia XLVIII. XX. Olomoucké Dny Rusistů 20.09.-04.09.2009: Sborník příspěvků ze mezinárodní konference. — Olomouc 2009. — S.273-277.
65. Когнітивна фразеологія // Słowo. Tekst. Czas Х. — Szczecin-Greifswald, 2010. — С. 397—404.
66. Гендерный аспект компаративных фразеологических единиц / Левченко Е.
// Мовна картина світу слов'ян і культура. — Т. 1. — Матеріали міжнародної наукової конференції (Люблін, 5-7 листопада 2010 р. — Люблін-Рівне, 2010. — С. 44-49.
67. Специфика фразеологизации прототипических атрибутов / Левченко О. // Rossica Olomucensia. — Vol.L — Num.1. — Olomouc, 2011. — S. 45-51.
68. Українсько-російсько-білорусько-болгарсько-польський словник порівнянь / Левченко О. — Львів: Видавництво Національного університету «Львівська політехніка», 2011. — 748 с. (http://levchenko.eu/images/pobierz/slownykporiwnan.pdf%5Bнедоступне+посилання+з+липня+2019%5D ; http://vlp.com.ua/node/7694 [Архівовано 8 квітня 2014 у Wayback Machine.])